# Kryptolebias
Il genere Kryptolebias comprende 8 specie di pesci d'acqua dolce e salmastra appartenenti alla famiglia Rivulidae.

## Distribuzione e habitat
Queste specie sono diffuse nelle acque dolci e salmastre del Sud America, in Brasile. Alcune sono anche diffuse nelle acque sfocianti in Oceano Atlantico dalla Florida al Brasile.

## Descrizione
Le specie del genere presentano un corpo allungato e robusto, dai fianchi poco compressi. Le pinne sono piccole e arrotondate. La livrea è tendenzialmente bruna e mimetica. Le dimensioni si attestano sui 6–7 cm, ad eccezione di Kryptolebias gracilis lunga solamente 2,8 cm.

## Biologia
Sono killifish stagionali.

## Acquariofilia
Difficili da allevare in acquario, i Kriptolebias sono poco conosciuti e diffusi tra gli allevatori.

## Specie
- Kryptolebias brasiliensis
- Kryptolebias campelloi
- Kryptolebias caudomarginatus
- Kryptolebias gracilis
- Kryptolebias hermaphroditus
- Kryptolebias marmoratus
- Kryptolebias ocellatus
- Kryptolebias sepia